# 란씨
란씨 온도(蘭氏溫度, Rankine)는 온도를 재는 단위의 일종이다. 스코틀랜드의 기술자이자 물리학자인 윌리엄 존 매퀀 랭킨의 이름을 따 만들어졌다. 란씨란 용어는 그의 중국어 표기에서 비롯되었다. 섭씨나 화씨같이 자주 쓰이지 않기 때문에 그냥 Rankine도라고도 한다. 단위는 °R 또는 °Ra로 표기한다. 절대온도를 0으로 하는 점에서 켈빈과 같지만, 섭씨와 달리, 1도의 간격을 화씨와 동일간격으로 한다.